# 独占的状態の規制
独占的状態の規制（どくせんてきじょうたいのきせい）は、独占禁止法上の規制の一つ。
その成立要件は同法の第2条第7項で、「独占的状態」にある事業者に対する競争回復措置命令は同法の第8条の4でそれぞれ定められている。
私的独占や不当な取引制限の規制は違反行為の存在を法適用の前提としており、違反行為の排除（排除措置命令）を直接的目的とする法制度であることから、「行為規制」と呼ばれている。これに対し、独占的状態の規制は、独占市場又は寡占市場での競争が著しく制限されている状態の長期化を法適用の前提としており、事業譲渡や参入障壁の除去といった市場構造に変化をもたらす措置を講じることにより、抑圧されていた競争を回復させること（競争回復措置命令）に主眼を置いた法制度であることから、「純粋構造規制」とも呼ばれている。

## 「独占的状態」の成立要件
「独占的状態」の成立要件は、私的独占の禁止及び公正取引の確保に関する法律（独占禁止法）第2条第7項で定められている。
条文の要点を整理すると、
1. 問題となっている事業分野の規模が1000億円以上、
2. 当該事業分野における上位事業者1社のシェアが50%以上又は上位事業者2社のシェアが75%以上、
3. 新規参入が著しく困難であり、
4. 上位事業者の相当期間にわたる過大な利益率又は過大な販売費・一般管理費等の徴表から、競争が著しく抑圧されている状態にある

と認められる場合に、当該事業分野の独占的状態は成立する。

## 競争回復措置命令
競争回復措置命令は、私的独占の禁止及び公正取引の確保に関する法律（独占禁止法）第8条の4で定められている。
競争回復措置内容の命令設計として、条文後段の但書きに触れなければ、公正取引委員会は「事業の一部の譲渡」に限らず、「その他当該商品又は役務について競争を回復させるために必要な措置」も命ずることができる。しかし、実際には、競争回復措置を命ずるにあたって、制度上関連している産業分野の主務官庁との調整も必要となる等の事情から、立法から今日まで競争回措置命令は一度も行われたことがない。
そのため、現時点における独占的状態の規制の法的役割は、成立要件を定めた独占禁止法第2条第7項（具体的には同項の柱書と1号）に基づく独占的状態ガイドラインへのリストアップによる事業者側の間接的自制効果とされている。